# Ludovic Ngahenou
Ludovic Ngahenou de son nom complet Ludovic Champleins Ngahenou Ndonkou est un danseur, chorégraphe et entrepreneur culturel camerounais, né dans les années 90 à Douala.

## Biographie

### Enfance et débuts
Ludovic Ngahenou perd ses parents très tôt dans un accident de voiture, il se découvre une passion pour l’art et la culture en tant que chargé des activités culturelles en classe de 3e jusqu'en classe de terminale.
En 2007, face à de nombreuses pressions familiales, Ludovic Ngahenou est mis à la porte de l'une de ses familles d'accueil, et devient ce que l’on appelle communément au Cameroun Nanga Mboko (enfant de la rue). Il danse alors pour survivre dans les rues qui sont désormais le chez lui, avec un penchant pour les danses patrimoniales du pays.
Titulaire d’un Master en Droit et Administration publique, mais aussi en gestion d’entreprise et ressources humaines, il cumule les médailles aux jeux universitaires et tableaux d’honneur aux mouvements culturels universitaires.

### Carrière
Ludovic Ngahenou se lance dans le mouvement associatif et l'entreprenariat culturel afin de contribuer au développement de carrière des danseurs au Cameroun et dans le monde.

#### 2013
Cofondateur en 2013 de la compagnie Or Noir, cofondateur du Collectif Collision des danseurs de Douala, cofondateur de la compagnie Bantous (les pièces « autonomisation » et « la ville Africaine de demain » de la Compagnie Bantous sont jouées au Gabon et en Guinée équatoriale dans le cadre de la foire transfrontalière annuelle de la Cemac, Il est également actif au sein du mouvement Keep On Breaking, une plateforme d’expression artistique consacrées aux danseurs camerounais, projet qui a une portée internationale depuis 2018.

##### 2015
Ludovic Ngahenou lance en 2015 le projet Patrie Art qui est élu meilleur projet d’entrepreneuriat culturel à la compétition Entrepreneur for Tomorrow. Il séjourne en 2019 dans les villes de Bamako au Mali et de Dakar au Sénégal pour des activités concernant l’évolution du projet Patrie Art.

##### 2019
En mars 2019, Ludovic Ngahenou fait partie de l'équipe qui met sur pied le 1er bureau régional de la Fédération Nationale des Arts et Sports Urbains (FENASUR). Le combat de la FENASUR  est de fédérer les énergies, les savoirs et les compétences des acteurs urbains afin de mieux structurer et professionnaliser ce secteur d’activités. Il est depuis lors, le délégué régional du littoral et responsable national normes et arbitrages au sein de la FENASUR.

##### Depuis 2021
En 2021 avec l'insititut français du Cameroun, Ludovic Ngahenou prône pour plus de professionnalisme avec la présence des formateur de renom camerounais et ivoiriens
En 2022, le projet womedia mené par l'association patrie art qui traite des violences sexuelles avec la danse est lancé, et en juin 2022 il travaille sur la 7e édition de compto art 54 en tant que chef de la programmation

## Spectacles et résidences
- Autonomisation
- Villes africaines de demain
- Eviction force
- Faire miroiter l'autre
- Womendia
- La nuit du patrimoine
- Saisie ta chance danse

## Distinctions
- 2009 : il est Dauphin d’or de danse patrimoniale au Cameroun et terminera avec une médaille d’argent à la compétition Savana.
- 2010 : Epis d’or à la compétition nationale UNIFAC avec le ballet universitaire de Yaoundé 2.
- 2015 : son projet Patrie Art[4] est élu meilleur projet d’entrepreneuriat culturel à la compétition Entrepreneur for Tomorrow
- 2018 : Champion d’art oratoire « speak it up » 2018 ? Oui, il l’est.